# 莱塔普罗德尔斯多夫
莱塔普罗德尔斯多夫是奥地利布尔根兰州艾森斯塔特城郊县的一个市镇。总面积18.94平方公里，总人口1155人，人口密度61.0人/平方公里（2011年）。